# فريدريش فاغنر
فريدريش فاغنر (بالألمانية: Friedrich Wagner ) (و. 1943 – م) هو فيزيائي، وأستاذ جامعي من ألمانيا .

## مناصب وهيئات
أدار جامعة ميونخ التقنية، وجامعة هايدلبرغ، وجامعة غرايفسفالت.

## جوائز
حصل على جوائز منها:
- ميدالية شتيرن-غيرلاخ (28 فبراير 2009)
- جائزة هانز ألففين [الإنجليزية]‏ (2007).